# Space Interferometry Mission
Space Interferometry Mission (англ., «Миссия интерферометрии пространства»), также известная как SIM Lite (ранее известная как SIM PlanetQuest) — планировавшийся космический телескоп. Разрабатывался американским космическим агентством (NASA), совместно с Northrop Grumman. Одной из основных объявленных целей миссии являлся поиск экзопланет размером с Землю. Проект создавался NASA в Лаборатории реактивного движения в Пасадине, штат Калифорния.
В дополнение к исследованию внесолнечных планет SIM должен был помочь учёным построить карту галактики Млечный Путь. Другой важной задачей являлся сбор данных для определения масс для конкретных типов звёзд и пространственного распределения тёмной материи в Млечном Пути и в местной группе галактик. Последняя задача должна была быть решена путём измерения галактического движения.
Космический аппарат должен был использовать оптический интерферометр для достижения этих и других научных целей.
Миссия SIM Lite первоначально была запланирована на начало 2005 года, но в результате продолжающегося сокращения бюджета дата запуска была отодвинута по крайней мере до 2015 года. Затем NASA установила предварительную дату запуска к 2015 году. В августе 2010 года, на конференции по рассмотрению программы долгосрочных исследований НАСА, было рекомендовано свернуть все работы по проекту SIM. Финансирование проекта со стороны NASA было прекращено в сентябре 2010, к концу 2010 года проект SIM был ликвидирован. Возможно, сделанные исследования послужат базой для других проектов по исследованию экзопланет.

## Планы миссии

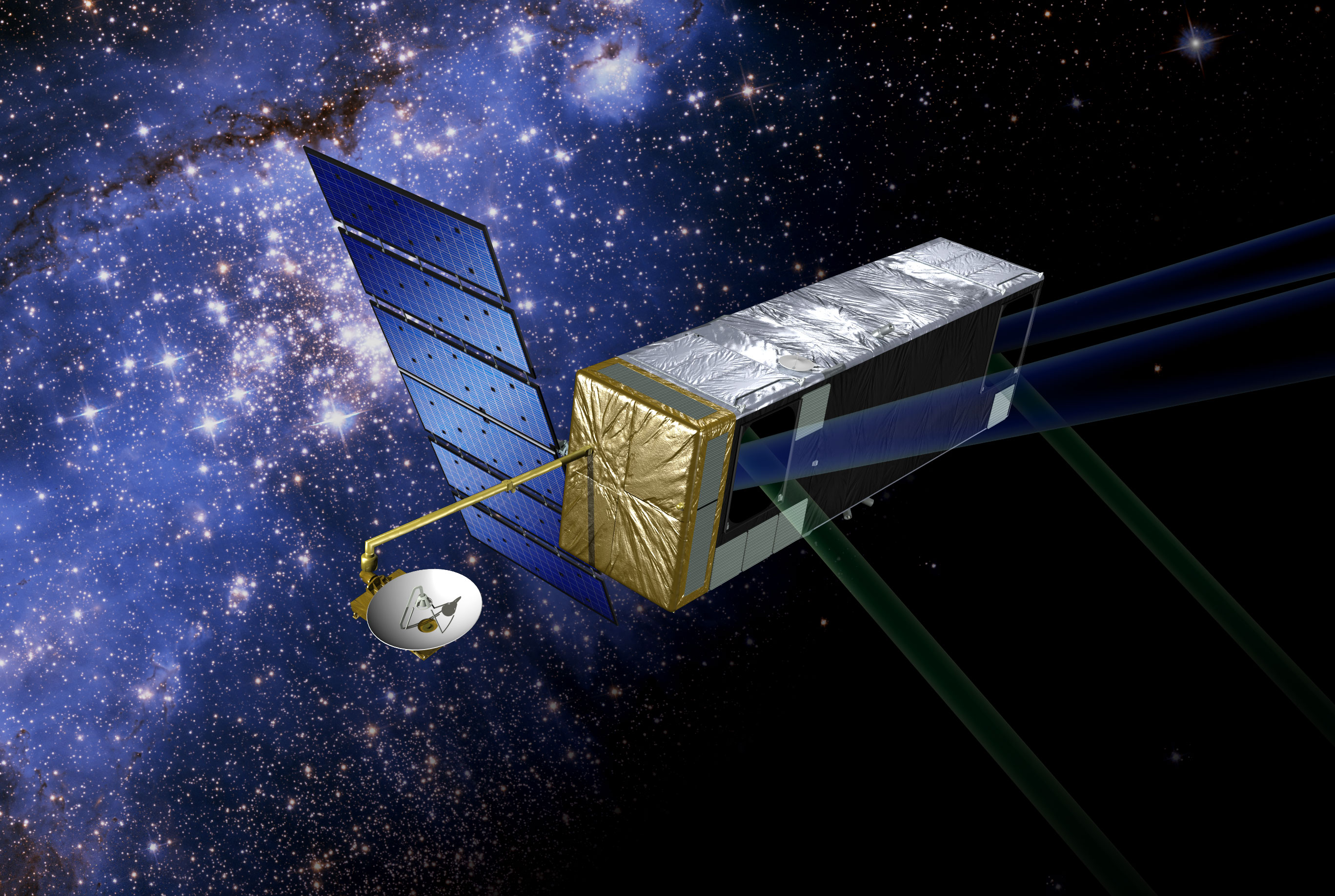
Полёт телескопа SIM в представлении художника

После старта аппарат предполагалось направить на расстояние 82 млн км от Земли. На это у него ушло бы пять с половиной лет. После прибытия он полностью разворачивал свою антенну и солнечные батареи. Затем учёные настроили бы калибровку интерферометра, это заняло бы несколько месяцев. Именно после калибровки телескоп был бы готов к работе.
За время полёта SIM Lite должен был осуществлять практически непрерывный ряд научных исследований. Данные, полученные SIM должны были храниться на его борту и возвращаться на Землю несколько раз в неделю.